# David Fretwell
David Fretwell (sinh ngày 18 tháng 2 năm 1952) là một cầu thủ bóng đá người Anh đã giải nghệ thi đấu cho Bradford City, Wigan Athletic và Northwich Victoria.